# São Cristóvão de Futebol e Regatas
São Cristóvão de Futebol e Regatas é uma agremiação esportiva, da cidade do Rio de Janeiro, mais conhecido por suas atividades no futebol.
Um dos oito clubes que já se sagraram vencedores do Campeonato Carioca de Futebol: 1926 e 1937 (FMD). Neste, quando liderava o campeonato com 7 vitórias em 7 jogos, o certame foi encerrado, em razão da pacificação do futebol carioca, até então dividido em duas ligas, FMD e LCF. Em 3 de setembro de 1937, o extinto Conselho Geral da FMD proclamou o São Cristóvão como o seu campeão. Em 2023, a FERJ reconheceu o segundo título são-cristovense. Foi ainda vice campeão carioca em 1934, pela LCF.
O Clube Cadete sagrou-se campeão do Torneio Municipal do Rio de Janeiro de 1943, competição disputada por todos os grandes clubes cariocas, sendo vice em 1938, assim como conquistou o Torneio Início em quatro ocasiões (1918, 1928, 1933 e 1937), todos títulos oficiais e disputados contra clubes da primeira divisão.
O São Cristóvão disputa a maioria das partidas com mando de campo em seu estádio próprio, nomeado como Ronaldo Luis Nazário de Lima, mais conhecido como Ronaldo Fenômeno, apontado pelo Clube Cadete como a sua maior revelação, anteriormente conhecido como Figueira de Melo, nome da rua principal onde se situa.
O Clube também participou em outros esportes, como o futebol de salão, voleibol (hexacampeão adulto em 1924-29), basquete, esporte no qual se sagrou bicampeão carioca (1929-30, vice em 1931), departamento atualmente desativado, além do remo. O antigo CR São Christovão se sagrou campeão carioca de remo em 1918, e já teve equipes masculinas e femininas. O seu remo ainda participa episodicamente de algumas competições e regatas.

## História

### Fundação
O clube São Cristóvão de Futebol e Regatas foi fundado no bairro de São Cristóvão, a partir da fusão do Club de Regatas São Christóvão, um clube de regatas fundado em 12 de outubro de 1898, e o São Christóvão Athletic Club, fundado em 15 de julho de 1909. A fusão ocorreu no dia 13 de fevereiro de 1943 e o novo clube herdou do futebol a fama conseguida nos campos, já campeão carioca e com bom desempenho nos gramados, assim como os resultados e conquistas.
A primeira partida do São Cristóvão foi disputada em 1 de agosto de 1909 contra o Piedade F.C., tendo saído vencedor pelo placar de 5 a 1.

### Maiores conquistas e façanhas
O São Cristóvão foi campeão do Torneio Início do Campeonato Carioca em 1918, 1928, 1933 e 1937, e foi ainda vice-campeão em outras seis ocasiões (1920, 1925, 1927, 1938, 1940 e 1964), num total de dez decisões disputadas neste tradicional torneio.

Entrada do Estádio Ronaldo Nazário R. Figueira de Melo, 200 - São Cristóvão, Rio de Janeiro - RJ, 20941-000.

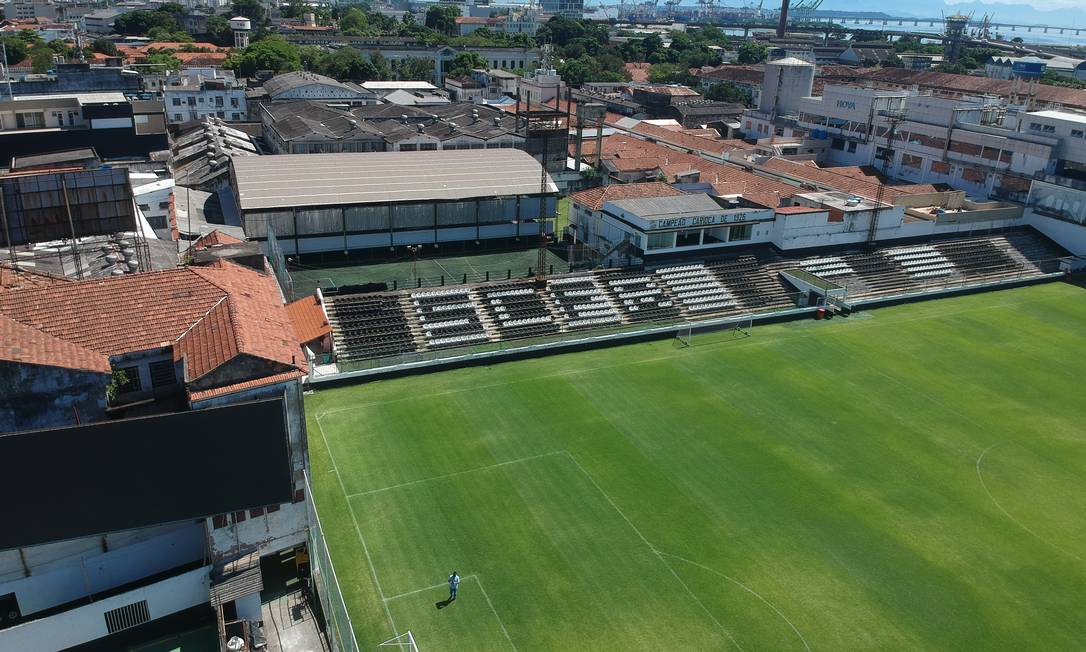
Estádio Ronaldo Nazário R. Figueira de Melo, 200 - São Cristóvão, Rio de Janeiro - RJ, 20941-000.

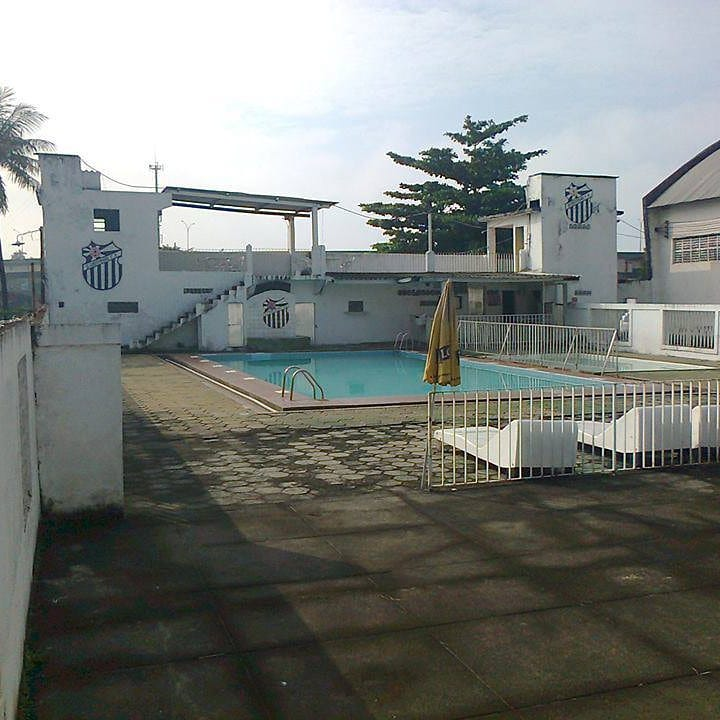
Sede Náutica Av. Brigadeiro Trompowski, 21044 - Maré, Rio de Janeiro - RJ, 21941-590. Tel (21) 2260-9910

Em 2 de julho de 1919, o São Cristóvão goleou o Mangueira por 11 a 1. Brás de Oliveira marcou nove gols, recorde no Campeonato Carioca até os dias de hoje, compartilhado com Gilbert Hime, do Botafogo.
O seu maior momento adveio quando conquistou o Campeonato Carioca da Primeira Divisão em 1926. Com uma campanha irretocável, conseguiu quatorze vitórias, dois empates e apenas duas derrotas em dezoito jogos, goleando adversários expressivos, como Flamengo (5 a 0 e 5 a 1), Fluminense (4 a 2) e Botafogo (6 a 3).
Embora não haja muitos registros, houve uma espécie de segunda divisão do campeonato da LCF em 1933, disputada por oito clubes. Ela foi chamada de Sub-liga. Não há entretanto, pela falta de registros, como se afirmar se havia previsão de ascensão da Sub-liga ao campeonato da LCF ou de rebaixamento. Ela foi vencida pelo São Cristóvão, que chegou a disputar quatro jogos pela liga rival. Após vencer o campeonato, o clube foi convidado para disputar o campeonato da LCF no ano seguinte. São Cristóvão sagrou-se campeão ao vencer o Madureira por 4 a 1 em 12 de novembro de 1933, perante uma assistência vultosa e entusiasmada.
Outro grande momento do São Cristóvão foi o vice-campeonato carioca de 1934, o que demonstra a força da agremiação no início do século XX, suplantando grandes forças do futebol carioca.
Em 1937, quando disputava o Campeonato Carioca pela antiga Federação Metropolitana de Desportos (FMD), juntamente com Vasco da Gama, Botafogo, Bangu, Madureira, Olaria, Carioca e Andarahy, houve a pacificação do futebol do Rio de Janeiro, então dividido em duas ligas, LCF e FMD, e os clubes desta se juntaram aos outros para a disputa do Campeonato Carioca já unificado. O São Cristóvão liderava o campeonato da FMD com 100% de vitórias (sete), o qual foi disputado até a última rodada do primeiro turno (ao Vasco ainda faltavam dois jogos, contra Botafogo e Olaria, mas nenhum dos três possuíam chances de primeira colocação). A liga foi dissolvida abruptamente e, de acordo com a edição de 4 de setembro de 1937 do Jornal dos Sports, o São Cristóvão foi declarado campeão. A FERJ reconheceu o título em dezembro de 2023. Além dos quatro grandes, apenas o São Cristóvão conseguiu ser campeão invicto, com o detalhe de conseguir a façanha antes do Botafogo (vencedor invicto de 1989).
Em 5 de maio de 1937, em partida amistosa, goleou o Cruzeiro (MG) por 7 a 1 na rua Figueira de Melo.
Comprovando que era de fato um grande time, ainda chegou ao vice-campeonato do Torneio Municipal de 1938, perdendo o título para o Fluminense, mas tendo nove vitórias, dois empates, cinco derrotas, trinta e seis gols pró e trinta contra.
Novamente o São Cristóvão faria grande campanha, agora no Torneio Extra de 1941 (Taça Oscar Cox), com seis vitórias e três derrotas, a última delas para o Fluminense na última rodada, em partida que daria o título ao oponente.
Já na segunda edição do Torneio Municipal, em 1943, sagrou-se campeão, com nove vitórias, sete empates e apenas uma derrota, com 29 gols a favor e dezessete contra, desta vez, tendo o Fluminense como vice. Em 1951, seria o terceiro.
Até o ano de 1946 o retrospecto do São Cristóvão no Campeonato Carioca era positivo, com mais vitórias do que derrotas, com o clube cadete vindo a cair de produção desde então, tendo nos dias de hoje 38,50% de aproveitamento, com 370 vitórias, 264 empates, 670 derrotas, 1961 gols pró e 2.742 gols contra, no total de 1.304 partidas disputadas em 71 participações, sendo o 7º clube no quesito número de campeonatos cariocas disputados.
O São Cristóvão teve ainda os artilheiros dos campeonatos cariocas de 1919 (Braz de Oliveira, 24 gols), de 1926 (Vicente, 26 gols), de 1928 (Vicente, 20 gols) e de 1943 (João Pinto, 26 gols), em seu período mais glorioso.
Em 1950, o São Cristóvão sagrou-se campeão do Torneio Quadrangular Cidade de Campinas, disputado contra Guarani, Ponte Preta e o America Football Club, do Rio de Janeiro.
No dia 22 de fevereiro de 1953, o São Cristóvão recebeu a visita do Dínamo de Zagreb em seu estádio, tendo o resultado final da partida sido um empate por 3 a 3.
A maior atuação do São Cristóvão no Maracanã foi em 29 de março de 1975, ao enfrentar o Clube de Regatas Flamengo, de Zico, quando começou perdendo por 2 a 0 e, numa reação sensacional, venceu o partida por 3 a 2, sendo que os 3 gols contaram com assistência do ex-flamenguista Fio Maravilha. No campeonato de 1978 ocorreu a última boa campanha do São Cristóvão, quando o time cadete venceu alguns jogos contra os grandes clubes.

### Decadência e anos recentes

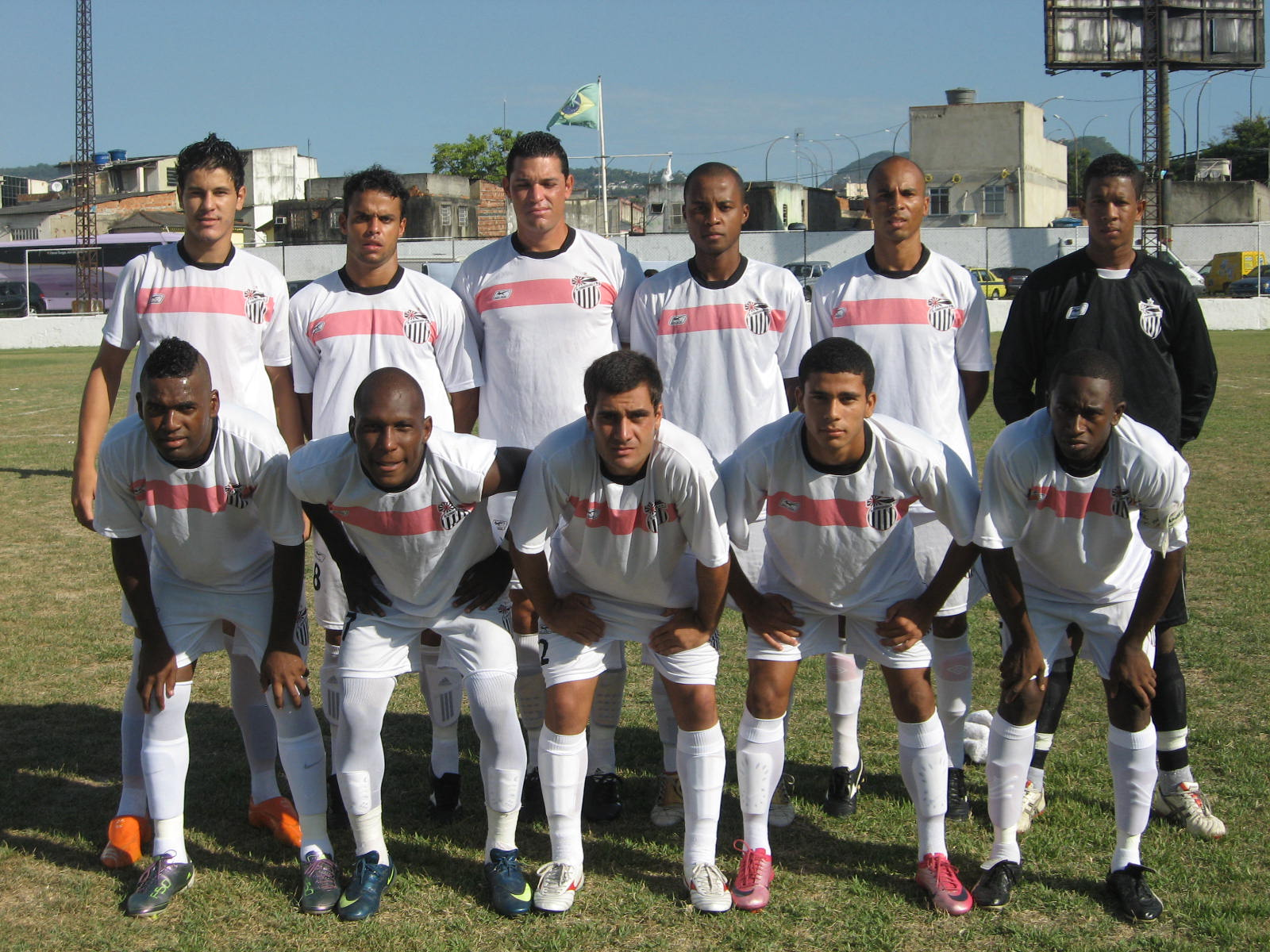
Equipe do São Cristóvão em 2011

Talvez outro último grande momento do clube cadete no futebol tenha sido o vice-campeonato da Copa Rio em 1998, quando perdeu a decisão para o Fluminense.
Em 2011, voltou a disputar uma final, desta vez de um torneio amistoso, a Copa Yasmin Verão, que reuniu sete clubes da Série C e apenas o São Cristóvão, oriundo da Série B, que foi promovida pelo recém-fundado Centro Esportivo Yasmin e contou também com a participação de Villa Rio Esporte Clube, Rubro Social Esporte Clube, Futuro Bem Próximo Atlético Clube e Barcelona Esporte Clube. O time sagrou-se campeão, jogando em casa, ao vencer, no dia 4 de fevereiro, o Arraial do Cabo por 2 a 0.
Em 2012, o time se torna o primeiro clube campeão carioca a cair para a Terceira Divisão, com uma péssima campanha no Campeonato Carioca da Série B.
Em 2013, fica em terceiro em sua chave, perdendo a vaga para a segunda fase do Campeonato Estadual da Série C para os classificados São Gonçalo Esporte Clube e São Gonçalo Futebol Clube e à frente dos também eliminados Clube de Futebol Rio de Janeiro e Futuro Bem Próximo Atlético Clube.
Em 2014, após dois anos na Série C, o time consegue obter o acesso à Série B do Rio de Janeiro juntamente com Gonçalense Futebol Clube, São Gonçalo Futebol Clube e Barcelona Esporte Clube.

### O São Cristóvão na Seleção Brasileira
Em 21 de novembro de 2006, exatos 80 anos depois da conquista do Campeonato Carioca pelo São Cristóvão, a FIFA reconheceu o atleta cadete Roberto Emílio da Cunha como o verdadeiro autor do segundo gol da vitória da seleção brasileira sobre a Tchecoslováquia por 2 a 1 na Copa do Mundo de 1938. Muitos atribuíam este segundo tento a Leônidas da Silva, assim o Roberto, nascido em Niterói no dia 20 de junho de 1912, passa a ser o único jogador que, com o passe preso ao São Cristóvão, marcou gol durante uma Copa do Mundo. Nessa mesma Copa, a Seleção Brasileira contava também com o meia Afonsinho e o técnico Ademar Pimenta, ambos do São Cristóvão. Roberto jogou pelo São Cristóvão entre 1936 e 1942, marcando 81 gols.
Na História, o São Cristóvão forneceu 11 jogadores para a Seleção Brasileira, tendo tido eles, 53 participações, estando o clube cadete, até 2010, no rol dos vinte clubes brasileiros que mais forneceram atletas para a seleção canarinho.
Leônidas da Silva, o Diamante Negro, inventor da famosa bicicleta e ídolo da Seleção Brasileira, foi formado nas divisões de base do São Cristóvão e revelado pelo mesmo.
O maior artilheiro da seleção brasileira em Copas do Mundo, Ronaldo Luís Nazário de Lima, também conhecido como Ronaldo Fenômeno, começou nas divisões de base do São Cristóvão, que relembra o fato com uma pintura em seu muro: "Aqui nasceu o Fenômeno."

## Símbolos
O uniforme oficial do São Cristóvão é composto de camisa, calção e meias brancas. O time de futebol possui apenas o uniforme todo branco, não tendo, portanto, o fardamento número dois. A FIFA reconhece o São Cristóvão como o único clube no mundo a ter apenas um uniforme oficial. Porém, como alternativa à camisa branca, o clube atuou apenas na Copa Yasmin Verão com camisas cor-de-rosa que eram de treino, já que ainda não havia fechado com nenhum patrocinador. O regimento interno da Federação de Futebol do Estado do Rio de Janeiro (Ferj) dá ao São Cristóvão a preferência no uso do uniforme branco contra qualquer adversário. O clube fez valer o direito durante a disputa do módulo branco da Copa João Havelange, equivalente à Terceira Divisão, em 2000, na única vez que o clube do Bairro de São Cristóvão disputou uma edição do Campeonato Brasileiro.
O mecanismo de proteção que já obrigou até mesmo ao Santos a jogar com a camisa dois, listrada em branco e preto, em plena Vila Belmiro, se encontra no artigo 132 do regulamento de futebol do estado do Rio de Janeiro e é um dos poucos do documento que ainda tem valor. Originalmente, o texto também não permitia que clubes fundadores da entidade fossem rebaixados, mas isto mudaria anos depois. O regulamento diz que o São Cristóvão terá sempre a preferência de atuar com o uniforme branco. Isso não significa que o clube não possa ter outro uniforme. Hoje ele não tem, mas também o estatuto não proíbe, e diz que, na falta da camisa branca, o São Cristóvão deve atuar de camisas  rosas e calções negros. Hoje, não há camisa dois. Ficou a camisa branca como tradição
Na primeira vez que o Santos usou a sua atual camisa branca foi no amistoso de inauguração do Campo do São Cristovão, na Rua Figueira de Melo, em 1916 (como o campo estava enlameado, trocou de camisa no decorrer do jogo), inspirado no clube carioca, que já usava o branco, mas para diferenciar-se do adversário, usou calções pretos. Durante muito tempo, a partir desta data, o Santos mandou que se pintasse o escudo do São Cristóvão nos muros da Vila Belmiro e os associados destes dois clubes puderam, a partir de então, usufruir das respectivas sedes.
No entanto, o São Cristóvão já utilizou um uniforme alvinegro; no final da década de 1910, havia uma camisa com listras verticais. Mas desde a década de 1930 o clube não joga partidas oficiais sem a camisa branca. Utiliza-se outras camisas em jogos festivos e amistosos, mas nunca em competições oficiais.
O escudo do São Cristóvão possui, na parte inferior, seis listras pretas e cinco listras brancas e, na parte superior, onze raios pretos e onze raios brancos saídos de um círculo rosa onde estão uma âncora, um timão e dois remos cruzados. Atravessando o escudo, numa faixa branca diagonal, lê-se, em letras pretas, a denominação SÃO CRISTÓVÃO F.R.. Todo o escudo é limitado por uma linha cor de rosa.

## Torcida
Sua torcida é conhecida como "Torcida Cadete" pela proximidade do clube com instalações do Exército Brasileiro.
No ano de 1948 o São Cristóvão contava com 2,1% dos torcedores cariocas, em sexto lugar. Em pesquisa de torcidas realizada pelo Ibope e divulgada pelo Jornal dos Sports em 31 de dezembro de 1954, figurava como a sétima maior torcida do Rio de Janeiro com 1% da preferência, ou 2% se considerarmos apenas os torcedores do sexo masculino. Já em 1959 e em 1971 aparecia novamente com 1% das preferências, em sétimo e sexto lugar respectivamente, historicamente disputando a sexta posição com o Bangu, outro clube que representa o bairro onde tem sede, também no nome adotado.

### Torcidas organizadas
Ativas:
- Torcida Garra Jovem do São Cristóvão (TGJ) - fundada em 2006;
- Torcida Jovem Cadete (TJC) - fundada em 1991;
- Torcida Fúria Alvinegra (TFA) - fundada em 2018;
- Torcida Cadete Idependente (TCI) - fundada em 2023; [19]

## Estádio
Manda jogos no Ronaldo Nazário de Lima (antiga Figueira de Melo), com capacidade para 1.000 espectadores (8.000 no passado recente, mas que recebia públicos entre 10 mil e 20 mil na década de 1930).
O antigo Campo da rua Figueira de Mello, edificado com arquibancadas de madeira no seu entorno e que em 1946 criou a sua estrutura de estádio, construção de cimento, foi inaugurado a 23 de abril de 1916, na partida jogada entre equipe da casa e o Santos Futebol Clube, tendo como público naquele dia, seis mil pessoas.[carece de fontes?]

## Títulos
| ESTADUAIS          | ESTADUAIS                           | ESTADUAIS | ESTADUAIS               |
|                    | Competição                          | Títulos   | Temporadas              |
| ------------------ | ----------------------------------- | --------- | ----------------------- |
|                    | Campeonato Carioca                  | 2         | 1926 e 1937             |
|                    | Campeonato Carioca - Série A2       | 1         | 1965                    |
|                    | Campeonato Carioca - Série B2       | 1         | 2023                    |
|                    | Torneio Municipal do Rio de Janeiro | 1         | 1943(1)                 |
|                    | Torneio Início do Rio de Janeiro    | 4         | 1918, 1928, 1933 e 1937 |
| TURNOS DO ESTADUAL |                                     |           |                         |
|                    | Competição                          | Títulos   | Temporadas              |
|                    | Taça Waldir Amaral                  | 1         | 2023                    |

(1) O Rio de Janeiro na época tinha o status de Distrito Federal.

### Outros títulos
- Torneio Quadrangular de Campinas
- Torneio Quadrangular da Colônia Portuguesa de Santarém
- Torneio Abellard França: 1975
- Torneio ECO: 1992
- Copa Yasmin Verão: 2011

### Honorário
- Clube revelador de Ronaldo Fenômeno: 1990[1]

### Campanhas de destaque
- Vice-Campeonato Carioca: 1934;
- Vice-Campeonato Carioca da Série C: 2023;
- Vice-Campeonato do Torneio Municipal de 1938;
- Vice-Campeonato do Torneio Extra de 1941;
- Vice-Campeonato Carioca da Segunda Divisão: 1982;
- Vice-Campeonato da Copa Rio de 1998;

### Basquete
- Campeão Carioca de Basquete: 1929 e 1930
- Vice-campeão Carioca de Basquete: 1931

## Confrontos

### Confrontos internacionais
O São Cristóvão possui um cartel que inclui 124 partidas internacionais, tendo a sua primeira partida internacional ocorrida contra marinheiros do cruzador inglês Orotawa, com vitória dos alvos por 4 a 1, em 17 de julho de 1917. No mesmo ano, em 19 de novembro, nova vitória, agora contra marinheiros do encouraçado uruguaio Uruguay, por 6 a 1, tendo a sua primeira excursão ao exterior ocorrido em 1937 e as mais vitoriosas, à Europa e África, ocorridas na década de 1950.

## Grandes personalidades

### Jogadores
- Fio Maravilha
- Ivo Sodré
- João Hilário da Fonseca
- Humberto (1950-53)
- Leônidas da Silva
- Roberto
- Ronaldo
- João Cantuaria
- Josenildo Bellot
- Jorge Madeira

### Treinadores
- Alfredo Sampaio
- Manoel Neto
- Luís Augusto Vinhaes
- Nuno Leal Maia (ator)
- Itamar Amorim
- Athirson
- Jorge Madeira
- Ademar Pimenta

### Presidentes
- Anderson de Souza
- Paulo de Almeida
- Luiz Orlando Cadorna Cervo
- Alfredo Maciel
- José Augusto Quintas do Nascimento
- Emmanuel França